# William Allen Sturge
William Allen Sturge, född 6 september 1850, död 27 mars 1919, var en engelsk läkare. 
Han började att studera medicin vid Bristol Medical School år 1868. Han var mycket flitig och tänkte inte så mycket på sin egen hälsa, då han ägnade sig åt sina intressen. Sommaren 1869 drabbades han av difteri och när han i augusti hade tillfrisknat reste han på semester till Schweiz med familjen och där drabbades han av reumatisk feber. Efter att ha tillfrisknat även från denna sjukdom återupptog han sina studier och tog sin första examen vid College of Surgeons 1870. Året därpå for han till London och fortsatte studera, men han drabbades av ytterligare ett fall av reumatisk feber och var tvungen att avbryta studierna för att vila ut. År 1873 kunde han till slut ta sin examen på University College i London.
Efter att ha varit läkarassistent fick han en tjänst vid det nationella sjukhuset för paralys och epilepsi, där han kunde utveckla sitt intresse för neurologi. År 1876 reste han till Paris för att studera under den franske neurologen Jean Martin Charcot samtidigt som han skaffade sig kunskaper i allmän patologi under Jean-Alfred Fournier. I september 1877 gifte han sig med Emily Bovell som också var läkare, de flyttade tillbaka till London och öppnade upp en gemensam praktik. Sturge utsågs även till läkare och patolog vid Royal Free Hospital och föreläsare vid Women's Medical School. När hans fru 1880 blev sjuk flyttade de till Nice där han stannade kvar höst, vinter och vår de följande 27 åren. Somrarna tillbringades på andra ställen. 
Hans reumatiska feber ville inte försvinna och han fick återfall både 1894, 1899 och 1907. Vid sista anfallet beslöt han sig för att stänga sin praktik i Nice och flytta tillbaks till England. Han bosatte sig på Icklingham Hall i Suffolk och ägnade sin fritid åt sitt stora fritidsintresse: arkeologi, något som han hade blivit intresserad av under sina många sommarresor under tiden i Frankrike. Han skapade på Icklingham Hall ett av de bästa privata museer för flintarbeten i världen, samlingen som uppgick till 100 000 objekt finns nu i British Museums ägo. Han hade även en stor samling av grekiska amforor som numera finns i den så kallade Sturge-samlingen hos Toronto Museum i Kanada. Sturge dog i mars 1919 i sviterna av influensa och nefrit.
Förutom att ha varit med och grundat Society of Prehistoric Archaeology of East Anglia har han även givit namn åt Sturge-Webers sjukdom, tillsammans med Frederick Parkes Weber.